# Пун месец (ТВ серија)
Пун месец (тур. Dolunay) турска је љубавно-хумористичка телевизијска серија, емитована на Star TV-у од 4. јула до 31. децембра 2017. године. Српска премијера серије била је 29. новембра 2021. године на Првој.

## Радња
Серија прати Назли која жели да постане главна куварица ресторана, која је вредно учила гастрономију на престижним школама по свету. Живи са цимеркама, а како им је потребан додатни новац, Назли се запошљава у дому богатог бизнисмена. Договор је да посао заврши до 17.00, пре него што се власник виле врати кући, тако да свог послодавца никада не упозна.
Ферит је богати бизнисмен, који води озбиљан посао и држи све конце у рукама. Како би све постигао има послугу, али има и један услов — да никога од њих не сретне када се са посла врати кући. Ферит никада није упознао своју куварицу, али свакодневно јој оставља упутства за следећи дан.
Заплет почиње када се Феритов и Назлин пут укрсте у његовој кухињи, управо преко порука које једно другом остављају. Ферит мисли да је његова куварица једна досадна, тврдоглава средовечна жена, а Назли да је њен послодавац матори, уображени богаташ.
Назли једног дана упознаје Феритовог најбољег пријатеља Дениза, који је много приступачнији од Ферита. И Дениз се полако, али сигурно заљубљује у Назли. Ипак, она не гаји никакве емоције према њему, док временом поруке између Ферита и Назли постају све присније и „хемија” међу њима расте.

## Преглед серије
| Сезона | Сезона | Број турских епизода | Број српских епизода | Оригинално емитовање | Оригинално емитовање | Оригинално емитовање | Српско емитовање   | Српско емитовање  | Српско емитовање |
| Сезона | Сезона | Број турских епизода | Број српских епизода | Премијера            | Финале               | Оригинални емитер    | Премијера          | Финале            | Српски емитер    |
| ------ | ------ | -------------------- | -------------------- | -------------------- | -------------------- | -------------------- | ------------------ | ----------------- | ---------------- |
|        | 1.     | 26                   | 55                   | 4. јул 2017.         | 31. децембар 2017.   |                      | 29. новембар 2021. | 11. фебруар 2022. |                  |

## Улоге
| Глумац:          | Улога:                      | Епизода: |
| ---------------- | --------------------------- | -------- |
| Озге Гурел       | Назмије „Назли” Пинар Аслан |          |
| Џан Јаман        | Ферит Аслан                 |          |
| Хакан Курташ     | Дениз Каја                  |          |
| Алихан Туркдемир | Булут Каја                  |          |
| Алара Бозбеј     | Демет Каја Ондер            |          |
| Неџип Мемили     | Хакан Ондер                 |          |
| Баламир Емрен    | Енгин                       |          |
| Ознур Серчелер   | Фарош Јалчин                |          |
| Илајда Акдоган   | Асуман Пилар                |          |
| Берк Јајгин      | Тарик                       |          |
| Озлем Турај      | Икбал                       |          |
| Емре Кентменоглу | Бекир                       |          |
| Турку Туран      | Алја                        |          |
| Ајуми Такано     | Манами                      |          |
| Јешим Гул Аксар  | Леман Аслан                 |          |
| Гамзе Ајдогду    | Мелис                       |          |
| Ирмак Унал       | Зејнеп Аслан Каја           |          |
| Мерт Јавузџан    | Демир Каја                  |          |